# Four Seasons Hotel and Residences West
El edificio Four Seasons Hotel and Residences West es un rascacielos de 52 plantas y 204 metros de altura dedicado al uso hotelero, aunque también alberga espacio residencial, localizado en el número 36 de Yorkville Avenue; En el distrito Yorkville de la ciudad de Toronto, Ontario, Canadá.
En su lugar antes había una oficina de préstamo de la compañía Bay Ford Lincoln y a su lado la estación 312 del departamento de bomberos de Toronto.
Actualmente la torre es el 10.º edificio más alto de la ciudad, pero en 2015 su posición se habrá caído hasta el puesto 15.º debido a que otros edificios más altos se están construyendo en la ciudad. Las obras fueron concluidas en el verano de 2012, y fue entonces cuando la cadena hotelera local Four Seasons Hotel trasladó su sede antes situada en el número 21 de Avenue Road.
El proyecto fue diseñado por el arquitecto de Montreal Peter Clewes de la firma de arquitectura ArchitectsAlliance, y fue desarrollado por la empresa Menkes Development Inc.
El hotel es el cuarto local que la multinacinal Four Seasons ha situado en Toronto:
"1" Four Season Motel Hotel - Ahora de uso residencial
"2" Four Seasons Hotel Toronto - Este emblemático hotel abrió sus puertas en 1971 y fue cerrado en abril de 2012
"3" Inn on the Park - Antiguo famoso hotel y ahora propiedad de una entidad bancaria.